# Arco Mirelli (métro de Naples)
Arco Mirelli est une station de métro à Naples, en Italie. Située sur la ligne 6 du métro de Naples entre San Pasquale et Mergellina, elle a été mise en service le 17 juillet 2024.

## Histoire
L'architecture de la station est conçue par Hans Kollhoff.
Les travaux de la station commencent en 2002. En 2017, la majorité de la construction est achevée, les finitions sont réalisées en 2021.